# Catherine de Bosnie
Catherine de Bosnie (en serbo-croate : Katarina Kosača) ou  Catherine Kosača, née en 1424/1425 et morte le 25 octobre 1478, est reine de Bosnie. Elle est née dans la puissante maison de Kosača (en), fervente partisane de l'Église bosniaque. Son mariage avec Étienne-Thomas de Bosnie en 1446 est arrangé pour apporter la paix entre le roi et son père, Stijepan Vukčić. Le reigne de Catherine, alors convertie au catholicisme, est marqué par de nombreuses constructions d'églises dans tout le pays.
Après la mort de son mari en 1461, Catherine de Bosnie devient reine douairière à la cour de son beau-fils, le roi Etienne Tomašević. Deux ans plus tard, les forces de l'Empire ottoman dirigées par Mehmed II le Conquérant envahissent la Bosnie et mettent fin au royaume indépendant. Le beau-fils de Catherine est exécuté, tandis que Ishak Bey Kraloğlu et Catherine de Bosnie, son fils et sa fille par Thomas, sont capturés et emmenés à Constantinople, où ils sont convertis à l'islam. La reine Catherine s'évade, se réfugie à Dubrovnik et finit par s'installer à Rome, où elle reçoit une pension de la papauté. De Rome, elle s’efforce de retrouver ses enfants. Ses efforts pour négocier et offrir une rançon s’avèrent vains. Elle est morte tertiaire franciscaine à Rome, après avoir nommé la papauté gardienne de la Bosnie et ses enfants héritiers du trône, s'ils redeviennent catholique.
La reine Catherine reste l'une des figures les plus importantes de la tradition folklorique et de l'histoire de la Bosnie-Herzégovine. Bien qu'il n'y ait aucune preuve qu'elle ait été béatifiée, la reine a longtemps été vénérée par les catholiques de Bosnie-Herzégovine et est de plus en plus considérée comme un important symbole transethnique dans les Balkans.

## Jeunesse

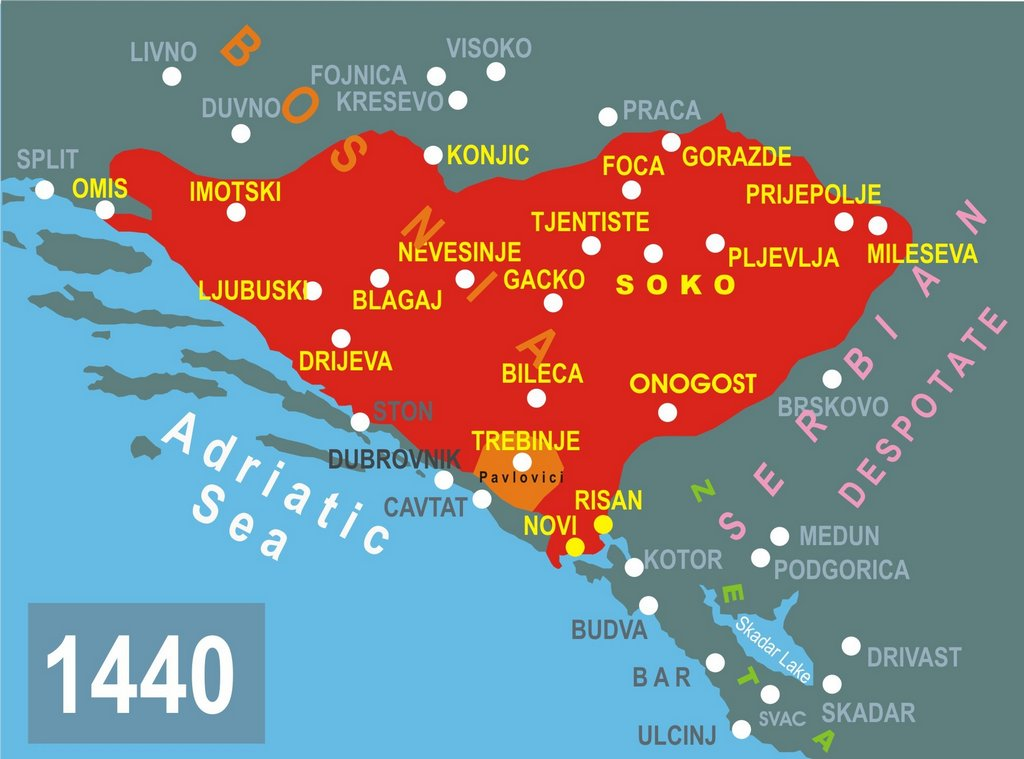
Possessions territoriales des Kosača

Catherine est la fille de Stefan Vukčić, l'une des figures les plus puissantes de la noblesse bosniaque, grand-duc de Bosnie et souverain de Zachlumie et de Travonie. Son domaine devint plus tard connu sous le nom d'Herzégovine, d'après le titre allemand de herzog qu'il adopta en relation avec le duché de Hum. La mère de Catherine est Jelena, fille du seigneur de Zeta, Balša III et de la première des trois épouses de Stefan. Catherine est le premier enfant du couple mais la date précise de sa naissance n'est pas connue. Les dates de 1424 ou de la fin août 1425 ont été suggérées par ses biographes. On peut supposer que le lieu de sa naissance était soit la forteresse de Sokol, une ancienne propriété de la Maison de Kosača, soit la ville féodale de Blagaj (Mostar), la résidence préférée de Stefan.
On sait peu de choses sur la vie prénuptiale de Catherine. La première source qui la mentionne est le testament de son arrière-grand-mère maternelle Jelena Lazarević, daté du 25 novembre 1442, dans lequel elle lui laisse ses boucles d'oreilles en or et un bracelet en forme de serpent. Stefan est un membre et un soutien important de l'Église bosniaque, tandis que sa mère est une chrétienne orthodoxe orientale; Catherine est élevée dans la confession de son père.
Le rôle de Catherine émerge à la suite de l'accession d'Étienne-Thomas au trône bosniaque en 1443. Étienne-Thomas, de naissance illégitime mais désigné comme héritier par Tvrtko II, appartient à l'Église bosniaque et s'est marié selon ses coutumes. Sa femme, Vojača (en), est la mère de son fils, Étienne Tomašević. Deux ans après son avènement, le roi Étienne-Thomas abandonne « l'hérésie » bosniaque et se convertit au catholicisme romain. L'Église catholique ne reconnait pas son union avec Vojača comme un mariage valide, et le pape Eugène IV lui donne la permission de la répudier au début de 1445. La guerre civile entre le roi et le père de Catherine, qui faisait rage depuis l'intronisation du premier, prend fin peu de temps après. La paix devait être scellée avec le mariage du roi Étienne-Thomas et de Catherine, un grand honneur pour son père. Le projet est peut-être envisagé dès le début de 1445, lorsque Thomas demande l'annulation de son union avec Vojača.

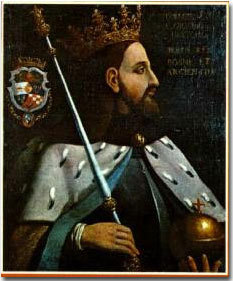
Étienne-Thomas de Bosnie, le mari de Catherine de Bosnie

## Mariage
Le couple se marie à l'Église catholique et les festivités se déroulent entre le 19 mai, date de l'arrivée de Catherine à Milodraž près de Fojnica accompagnée de son père, et le 22 mai 1446. Une délégation de la république de Raguse (Dubrovnik) participe au mariage, mais celui-ci ne réussit à mettre fin à tous les conflits internes, puisque les principaux nobles ne viennent comme Ivaniš Pavlović (cousin de Catherine, seigneur de la Bosnie orientale) et Petar Vojsalić (seigneur de Donji Kraji ). Le couronnement, prévu pour avoir lieu à Mile près de Visoko immédiatement après le mariage, est apparemment reporté. La nouvelle reine consort s'est convertie au catholicisme probablement avant son mariage, et est autorisée par le pape Eugène IV à choisir pour elle-même deux aumôniers parmi les franciscains de Bosnie. Le père de la reine semble avoir envisagé de se convertir lui aussi, mais abandonne finalement l'idée et reste membre de l'Église bosniaque jusqu'à sa mort.
Catherine s'avère être une ardente convertie. Elle initie et finance sur sa dot la construction d'églises dans toute la Bosnie, en commençant par celle de Kupres en 1447, suivie par les églises de Krupa na Vrbasu et Jezero ; une église à Jajce est construite en 1458. En décembre 1458, elle écrit au pape Pie II pour demander que l'église de Jajce, construite avec un monastère franciscain et un vicariat, porte le nom de la sainte qui partage son prénom, Sainte Catherine d'Alexandrie. Pie accepte sa requête dans une bulle papale publiée le 13 décembre, accordant l'absolution à quiconque visitait l'église de la reine Catherine à Noël ou à Pâques, ou certains jours de fête. Une autre église, construite par la reine Catherine à Jajce et dédiée à Sainte Catherine, est une simple chapelle royale. Les églises construites à Vrbanja, Vranduk, Tešanj et Vrila sont attribuées à Catherine et à son mari.
Le couple royal a au moins deux enfants ensemble. En 1449, le roi notifia à Raguse la naissance d'un fils : il s'agissait vraisemblablement de Sigismund Tomašević. Une fille nommée Catherine est née en 1453. La reine Catherine est peut-être aussi la mère d'un troisième fils du roi Thomas, qui a été enterré à Mljet. Mavro Orbini, un chroniqueur ragusien du XVIe siècle, pense que le garçon est né à Vojača. Si Catherine espère que le mariage de son beau-fils avec Marie de Serbie et son accession ultérieure au trône de Serbie en 1459 ouvriraient la voie à l'accession de son propre fils en Bosnie, ses espoirs se sont rapidement volatilisés : en trois mois, Étienne Tomašević perd le despotat de Serbie au profit de les Ottomans et retourne à la cour royale bosniaque avec sa femme.

## Fuite de Bosnie
Étienne-Thomas meurt pendant l'été 1461, laissant Catherine veuve de 37 ans avec deux enfants mineurs. Son beau-fils, Étienne Tomašević, monte sur le trône comme prévu. Ses relations avec Catherine sont mauvaises du vivant d'Étienne-Thomas ; cela menace maintenant d'affaiblir le royaume contre ses adversaires, surtout l'Empire ottoman en expansion rapide. Étienne Tomašević est ainsi déterminé à régler ses différends avec Catherine et lui garantit le titre et les privilèges de reine douairière. S'étant assuré de « l'affection » d'Étienne Tomašević pour sa fille, le grand-duc s'abstient de contester la succession et de réclamer la couronne pour son petit-fils par Catherine. Le 1er décembre, le grand-duc écrit aux autorités vénitiennes que le nouveau roi l'avait « prise pour mère », Vojača étant déjà morte. Bien que l'on pense généralement qu'elle s'est retirée au château de Kozograd au-dessus de Fojnica en tant que douairière, il n'y a aucune base historique pour écarter la possibilité qu'elle soit restée à la cour royale de Jajce en tant que mère des héritiers les plus proches de Étienne Tomašević.
En 1462, la situation de Catherine s'aggrave. Son frère Vladislav Hercegović se révolte contre son père et demande l'aide des Ottomans. Le Grand-Duc et le Roi commencent à préparer les défenses, mais ce dernier commet une erreur fatale en provoquant davantage le puissant ennemi et en s'appuyant ensuite sur l'aide de la chrétienté. Au printemps 1463, le sultan ottoman Mehmed II et son armée commencèrent à marcher vers la Bosnie. Catherine, qui aurait été en route vers le sud pour rendre visite à sa famille en conflit, se précipite immédiatement chez elle,.
En mai, les forteresses tombent rapidement aux mains des Ottomans. La famille royale semble avoir décidé de se disperser de Jajce et de fuir vers la Croatie et la côte dans plusieurs directions pour semer la confusion et tromper les envahisseurs. Catherine se retrouve assiégée au château de Kozograd, tandis que ses enfants sont capturés dans la ville de Zvečaj et emmenés dans la capitale de Mehmed II, Constantinople. Son beau-fils est trahi pour qu'il livre Ključ, d'où il ordonne à tous ses gouverneur de rendre les forteresses, mais Kozograd défie l'ordre du roi. Ses défenseurs semblent avoir bloqué les Ottomans pendant que Catherine s'échappait. Vladislav Hercegović est informé par les Ragusains le 23 mai qu'ils enverraient des navires pour sa sœur si elle réussissait à atteindre la côte. Deux jours plus tard, son beau-fils est exécuté sur ordre de Mehmed II. La reine chevauche jusqu'à Konjic et de là probablement vers Drijeva, avant de finalement embarquer sur les navires promis à Ston et de naviguer vers Lopud, une île détenue par la république de Raguse. Les deux reines, Catherine et Marie de Serbie, sont les seuls membres de la famille royale à échapper aux Ottomans.

### Refuge à Dubrovnik
Catherine de Bosnie arrive à Lopud dans la seconde moitié de juin 1463. Les autorités de la république de Raguse, craignant que l'hébergement de la reine ne provoque une attaque ottomane contre leur propre État, lui refusent l'entrée à Dubrovnik jusqu'au 23 juillet, après que son père et ses frères eurent lancé une contre-attaque réussie contre les Ottomans et les repoussèrent des frontières de la république de Raguse. Sa belle-fille désormais veuve, la reine Marie de Serbie, s'est également vu refuser l'accès aux îles de Ragus jusqu'en juillet. À Dubrovnik, la reine Catherine tente de réclamer le tribut de Ston, payé chaque année par la république de Raguse aux dirigeants bosniaques, mais les autorités refusent le 20 août. En outre, ils décident que le tribut annuel pour l'utilisation des maisons et des terres appartenant à la famille royale bosniaque doit être conservé dans leur propre trésor jusqu'à ce que l'héritier légal puisse être établi. Le 26 octobre, Catherine confie à Raguse l'épée d'argent de Thomas, stipulant qu'elle doit être remise à Sigismond « s'il est jamais libéré » ; ou bien à personne d'autre que la personne qu'elle nommerait comme héritier. Peu de temps après, elle quitte Dubrovnik pour Slano. Une des raisons de la réticence de Raguse à se conformer aux demandes de Catherine peut avoir été la reconquête de certaines parties de la Bosnie par le roi hongrois Matthias Corvin, le suzerain de Raguse, qui tenta de faire revivre le royaume bosniaque en y installant des rois fantoches.
Les Kosača-Vukčić libèrent la quasi-totalité de leurs terres à l'automne 1463 et réussissent même à occuper une partie de l'ancien domaine royal. Catherine s'est probablement dirigée vers les possessions de sa famille, qui sont de nouveau attaquées par les Ottomans à l'été 1465. Catherine et Vladislav se réfugient dans la péninsule de Pelješac jusqu'à ce que Raguse leur accorde un refuge sur l'une de leurs îles. Catherine quitte Raguse pour de bon en septembre 1465, mais on ne peut que conjecturer sur ses allées et venues ultérieures. Elle vit probablement à Zachlumie ou dans la région de Šibenik. Le Grand-Duc, son père, meurt en 1466. 

### À Rome

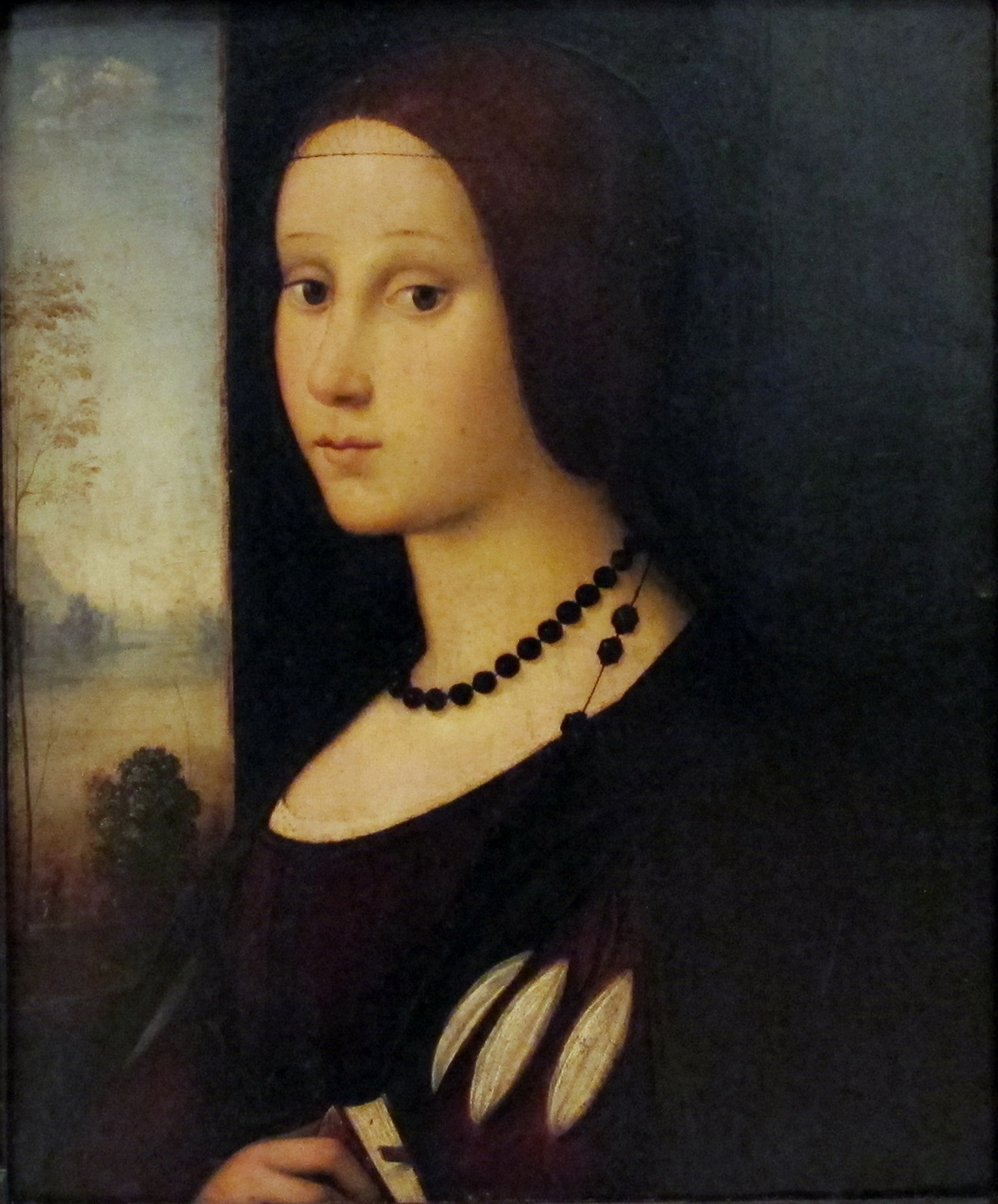
Lajos Thallóczy croyait que ce portrait, des musées du Capitole, représente Catherine, mais cela s’avère être chronologiquement impossible.

En 1467, Catherine de Bosnie s'embarque vers la péninsule italienne, peut-être à la suggestion de l'humaniste véronais Leonardo Montagna (en), qui lui dédia deux poèmes. Elle prend son propre bateau et débarque à Ancône. Le 29 octobre 1467, la reine est à Rome, recevant déjà une pension très généreuse de l'État pontifical. À son arrivée, elle loue une maison pour elle-même et son entourage, composée de la noblesse bosniaque qui la suit. Le 1er octobre 1469, elle s'installe dans le rioni de Pigna, dans une maison près de la basilique San Marco Evangelista al Campidoglio. Le pape Sixte IV lui donne une propriété considérable adjacente au Tibre.
La reine est une figure marquante de la société romaine. Sa présence au mariage par procuration du Grand Prince Ivan III de Russie et de la princesse byzantine Sophie Paléologue en 1472 est largement remarquée, tout comme son pèlerinage à l'Aquila à l'occasion de la translation des reliques de Bernardin de Sienne dans une nouvelle église (la dont la construction est financée, entre autres, par le roi Thomas). Qu'elle ait vécu une vie confortable peut être déduit de l'impression qu'elle a laissée aux chroniqueurs romains, qui ont écrit sur l'entourage de 40 chevaliers à cheval l'accompagnant en pèlerinage à la basilique Saint-Pierre pour célébrer le nouvel an en 1475.
Malgré les honneurs et la sécurité financière dont elle jouit, Catherine se préoccupe de retrouver ses enfants. Désireuse de trouver un mandataire pour les négociations avec la Sublime Porte, ainsi que d'obtenir des moyens pour leur libération, elle se tourne vers Louis III Gonzague, marquis de Mantoue, le 23 juillet 1470. Le 11 février 1474, elle adressa une lettre au duc de Milan, Galéas Marie Sforza, lui demandant de l'aider à atteindre la frontière ottomane pour entamer des négociations. Sforza accède à sa demande. À l'été 1474, la reine est à Novi, une ville appartenant à sa famille. Elle est accompagnée de Margarita Marzano, la femme de son frère Vlatko Hercegović (en) car elle a probablement besoin son aide pour établir le contact avec leur demi-frère cadet, Hersekli Ahmed Pacha, qui s'était converti à l'islam et est devenu un homme d'État ottoman. On ne sait pas si elle a réussi dans cette entreprise, mais dans tous les cas, elle ne peut se réunir avec ses enfants. Ils suivent tous deux les traces de leur oncle, devenant musulmans et, dans le cas de Sigismund Tomašević, atteignent également des postes de haut rang dans l'Empire ottoman.

## Mort et enterrement

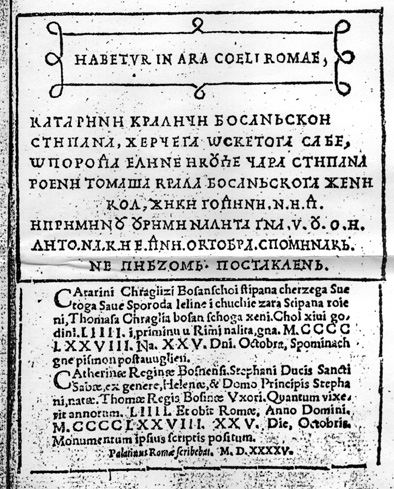
L'épitaphe digraphique originale sur la tombe de Catherine telle qu'enregistrée en 1545

Déçue de cet échec, Catherine de Bosnie retourne à Rome et entre dans l'Ordre franciscain, probablement inspirée par un moine de la basilique Santa Maria in Ara Coeli. Peu de temps avant sa mort, en 1478, Catherine reçoit la visite de Nicholas d'Ilok (en), le roi fantoche des régions de Bosnie sous contrôle hongrois. Il lui propose de le reconnaître comme roi légitime et tente de gagner sa faveur pendant plusieurs jours. Nicholas se souvient que la reine souffrante est devenue « si furieuse qu'elle ressemblait à un sabre tranchant ».
Le 20 octobre 1478, Catherine écrit son testament, consigné par un prêtre dalmate, en présence de sept témoins, dont six franciscains de la basilique d'Ara Coeli. Elle fait part de sa volonté d'être enterrée devant le maître-autel de la basilique d'Ara Coeli. Se considérant en droit de disposer de la couronne de Bosnie, elle nomme le pape Sixte IV et ses successeurs gardiens du royaume, les obligeant à introniser son fils s'il se reconvertit au christianisme ou bien sa fille si elle se reconvertit. Ses courtisans héritent de la plupart de ses effets personnels. Ses effets religieux sont donnés à l'église San Girolamo dei Croati, tandis que les reliques du saint sont transmises à l'église Sainte-Marie de Jajce. Elle décrète que, si son fils ne revient pas à la foi chrétienne, l'épée d'argent du roi Thomas, laissée à Dubrovnik en lieu sûr, doit être remise à son neveu Balša Hercegović (en) par Vladislav. La reine meurt cinq jours après la rédaction du testament, qui est immédiatement remis au pape avec l'épée et les éperons de son mari,.
Catherine est enterrée selon ses souhaits, mais sa pierre tombale est déplacée du sol à un mur d'Ara Coeli lors de travaux à l'intérieur de l'église en 1590,. L'épitaphe originale est détruite à ce moment-là, mais le calligraphe romain Giovanni Battista Palatino l'enregistre en 1545 et la publie deux ans plus tard. Curieusement, elle est bilingue et digraphique, écrite à la fois en langue et alphabet latin et en bosniaque et cyrillique bosniaque. Seule l'épitaphe latine est restaurée et se trouve aujourd'hui sur sa pierre tombale.

## Héritage
Avec le Ban Kulin du XIIe siècle, la reine Catherine est l'un des deux personnages princiers qui sont entrés dans la tradition folklorique bosniaque. En tant que tel, elle est traditionnellement appelée la « dernière reine de Bosnie » - à tort, car sa belle-fille l'a à la fois remplacée en tant que reine et lui a survécu. Le culte de la reine Catherine, mentionnée pour la première fois comme béatifiée dans le Martyrologium franciscanum publié à Paris en 1638, vient de la province franciscaine de Bosnie pendant la domination ottomane. Après la conquête ottomane, une majorité de Bosniaques se sont convertis à l'orthodoxie ou à l'islam, et les franciscains commencent à promouvoir Catherine comme un symbole de l'État de la Bosnie et de son identité catholique pré-ottomane. Cela est particulièrement évident en Bosnie centrale, où la tradition populaire liée à Catherine est la plus fervente.
La vie de la reine Catherine est l'un des thèmes les plus populaires de l'histoire de la Bosnie-Herzégovine, attirant également l'attention des chercheurs  de la Croatie et de la Serbie. Avec la montée du nationalisme ethnique, les historiens tentent de lui attribuer une identité nationale particulière – croate, serbe ou bosniaque ce qui est complètement anachronique pour l'époque médiévale.
En raison de son association avec ses deux régions historiques éponymes, ainsi que de ses liens familiaux personnels et étroits avec le catholicisme, l'orthodoxie orientale, le christianisme bosniaque et l'islam, la reine Catherine devient de plus en plus un symbole d'État important en Bosnie-Herzégovine. L'anniversaire de sa mort attire de plus en plus l'attention chaque année et est désormais marqué par une « Messe pour la patrie ». Des écoles, des centres communautaires, des institutions et diverses associations portent le nom de la reine. Une délégation officielle de la Présidence de Bosnie-Herzégovine a déposé une gerbe sur sa tombe pour la première fois en 2014. Par ailleurs, Catherine devient un symbole transethnique, surtout entre Croates catholiques et Bosniaques musulmans. Ces deux groupes ont tendance à la revendiquer comme étant exclusivement la leur, comme c'est le cas avec le reste de l'histoire médiévale bosniaque. Les dirigeants politiques et religieux du troisième groupe, les Serbes de Bosnie orthodoxes, ont également tendance à revendiquer l'histoire médiévale de la Bosnie comme étant exclusivement la leur, mais n'ont pas encore manifesté d'intérêt significatif pour Catherine elle-même.